# Mark Kurlansky
Mark Kurlansky (né à Hartford le 7 décembre 1948) est un écrivain et un journaliste américain. Il est connu pour ses ouvrages historiques qui traitent de sujets éclectiques comme la morue et le sel.
Éduqué à l'université privée Butler à Indianapolis, il s'intéresse au théâtre et obtient un Baccalauréat ès arts en 1970. Il se réoriente ensuite vers le journalisme pendant les années 1970. Correspondant pour le Miami Herald, The Philadelphia Inquirer puis pour l'International Herald Tribune, il déménage au Mexique en 1982.
En 1992, il publie son premier d'une série de livres à succès. Son livre Cod de 1997 est un succès d'édition international, ayant été traduit en plus de quinze langues. Ses écrits sur la culture basque lui ont valu des distinctions.

## Œuvres
- A Continent of Islands: Searching for the Caribbean Destiny (1992),  (ISBN 0-201-52396-5)
- A Chosen Few: The Resurrection of European Jewry (1995),  (ISBN 0-201-60898-7)
- Cod: A Biography of the Fish That Changed the World (1997),  (ISBN 0-8027-1326-2)
- (en) The Basque History Of The World : The Story of a Nation, Toronto, Vintage Canada, février 2001 (1re éd. 1991), 400 p. (ISBN 0-14-029851-7)
- The White Man in the Tree, and Other Stories (2000),  (ISBN 0-671-03605-X)
- The Cod's Tale (2001),  (ISBN 0-399-23476-4)
- Salt: A World History (2002),  (ISBN 0-8027-1373-4)
- Choice Cuts: A Savory Selection of Food Writing From Around the World and Throughout History (editor, 2002),  (ISBN 0-345-45710-2)
- 1968: The Year that Rocked the World (2004),  (ISBN 0-345-45581-9)
- Boogaloo on 2nd Avenue: A Novel of Pastry, Guilt, and Music (2005),  (ISBN 0-345-44818-9)
- The Girl Who Swam to Euskadi (2005),  (ISBN 1-877802-54-9)
- The Story of Salt (2006),  (ISBN 0-399-23998-7)
- The Big Oyster: History on the Half Shell (2006),  (ISBN 0-345-47638-7)
- Nonviolence: Twenty-five Lessons From the History of a Dangerous Idea (2006),  (ISBN 0-679-64335-4)*A Continent of Islands, 1992